# Cassandra Clare

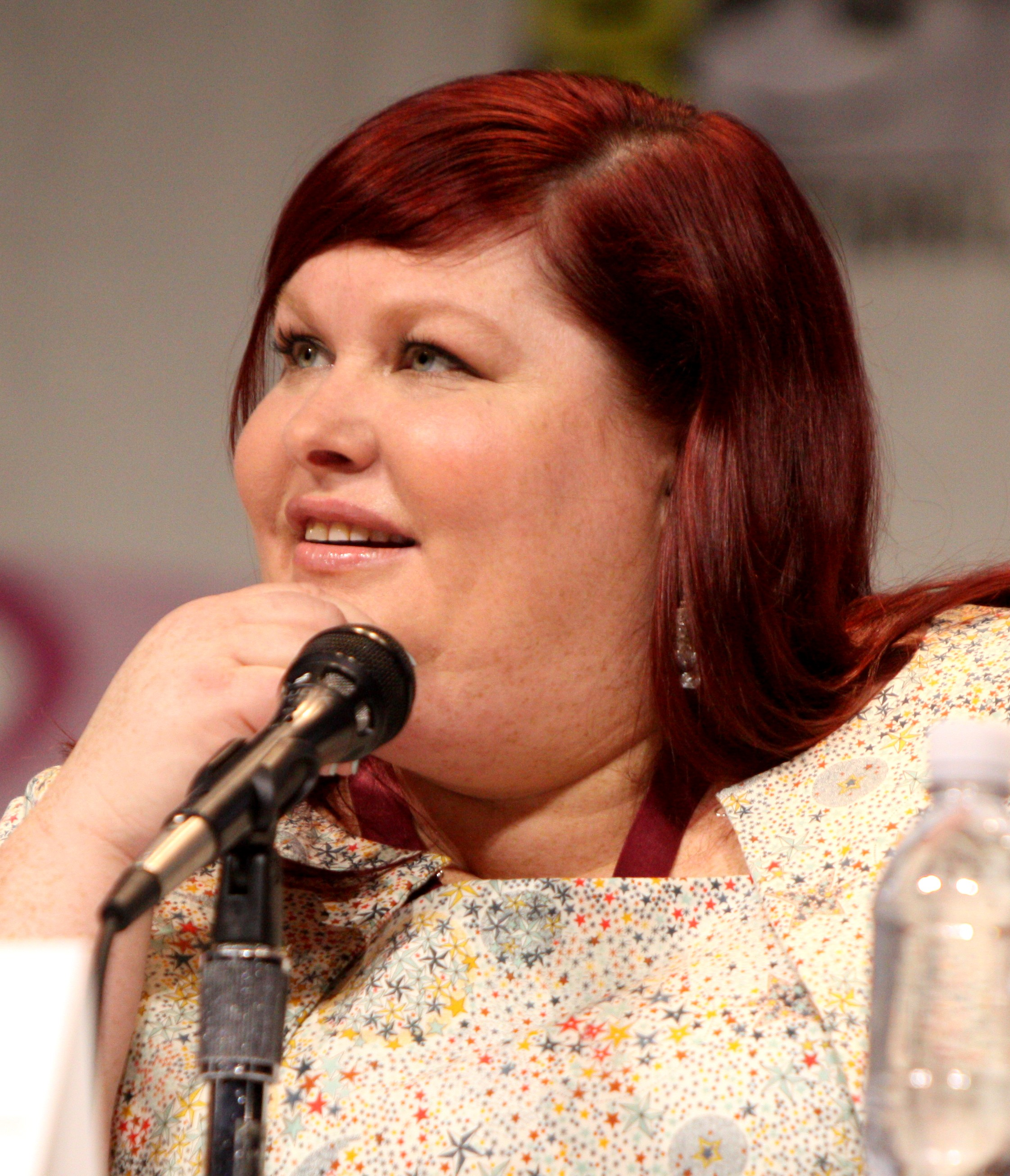
Cassandra Clare 2013

Judith Lewis, geboren als Judith Rumelt (* 27. Juli 1973 in Teheran, Iran), besser bekannt unter dem Namen Cassandra Clare, unter dem u. a. die Jugendbücher der Serie „Chroniken der Unterwelt“ veröffentlicht wurden, ist eine Schriftstellerin von hauptsächlich Jugend- und Fantasyromanen. Der 2007 erschienene erste Band „City of Bones“ ist das Romandebüt der Autorin.

## Leben
Die Tochter US-amerikanischer Eltern wurde in Teheran geboren. Die ersten zehn Jahre ihres Lebens verbrachte sie in Frankreich, dem Vereinigten Königreich und der Schweiz, bevor sie in Los Angeles und New York die Schule besuchte. Anschließend arbeitete sie für Zeitschriften und die Boulevardpresse.
Zunächst schrieb sie unter dem Pseudonym Cassandra Clare. Den Vornamen ihres Pseudonyms entlehnte sie Jane Austens Kurzgeschichte „The Beautiful Cassandra“, die ihr schon als Grundlage für eine Geschichte gedient hatte, die sie als Schülerin geschrieben hatte.
Sie schrieb unter anderem eine Trilogie zu „Harry Potter“ (The Draco Trilogy) und zu „Herr der Ringe“ (The Very Secret Diaries of Middle Earth). Clare wurde als „Big Name Fan“ (berühmter Fan) bezeichnet, über ihr Werk wurde mehrfach in der Presse berichtet. Die „Draco Trilogy“ wurde von der „Times“ als „Juwel von so hervorragender Qualität“ bezeichnet, „dass es die Harry-Potter-Begeisterung des Leser noch beflügelt“. Der „Daily Telegraph“ erhob „The Very Secret Diaries of Middle Earth“ zum Kultklassiker. Allerdings wurde Clare durch ihre Arbeit als Fan-Autorin auch mit  Plagiatsvorwürfen konfrontiert.
Zu ihrem ersten eigenständigen Roman „City of Bones“ (2007), der unter dem Pseudonym Cassandra Clare erschien, wurde sie durch das Stadtleben in Manhattan inspiriert. Auf Deutsch ist das Buch im Januar 2008 erschienen. Es ist der erste Teil der auf sechs Teile angelegten Reihe „Chroniken der Unterwelt“ („The Mortal Instruments“). Teil 2, „City of Ashes“, erschien 2008, gefolgt von „City of Glass“ (2009), „City of Fallen Angels“ (2011), „City of Lost Souls“ (2012) und „City of Heavenly Fire“ (2014).
Das erste Buch der Reihe wurde 2013 unter dem Namen The Mortal Instruments: City of Bones verfilmt. Die folgenden Filme der Reihe wurden abgesetzt. Die Fernsehadaption der Serie Shadowhunters: The Mortal Instruments wurde erstmals im Januar 2016 ausgestrahlt. Sie wurde nach der dritten Staffel wieder abgesetzt.
Im August 2010 erschien das erste Buch der Reihe „The Infernal Devices“, die im geschichtlichen Zeitraum vor der Handlung der Chroniken der Unterwelt spielt. Sie besteht aus „Clockwork Angel“ (2010), „Clockwork Prince“ (2011) und „Clockwork Princess“ (2013).
Gemeinsam mit der Autorin Holly Black veröffentlichte sie die „Magisterium“-Reihe (2014–2018).
Cassandra Clare ist mit dem Schriftsteller Joshua Lewis verheiratet.

## Bibliographie

### Schattenjäger-Reihe

#### Chroniken der Unterwelt (The Mortal Instruments)
- Teil 1: City of Bones (2007); deutsch beim Arena Verlag, ISBN 978-3-401-06132-0 (2008)
- Teil 2: City of Ashes (2008); deutsch beim Arena Verlag, ISBN 978-3-401-06133-7 (2008)
- Teil 3: City of Glass (2009); deutsch beim Arena Verlag, ISBN 978-3-401-06134-4 (2009)
- Teil 4: City of Fallen Angels (2011); deutsch beim Arena Verlag, ISBN 978-3-401-06559-5 (2011)
- Teil 5: City of Lost Souls (2012); deutsch beim Arena-Verlag, ISBN 978-3-401-06667-7 (2013)
- Teil 6: City of Heavenly Fire (2014); deutsch beim Arena-Verlag, ISBN 978-3-401-06674-5 (2015)

#### Chroniken der Schattenjäger (The Infernal Devices)
- Teil 1: Clockwork Angel, ISBN 978-1-4169-7587-8 (2010); deutsch beim Arena Verlag, ISBN 978-3-401-06474-1 (2011)
- Teil 2: Clockwork Prince, ISBN 978-1-4169-7588-5 (2011); deutsch beim Arena Verlag, ISBN 978-3-401-06475-8 (2012)
- Teil 3: Clockwork Princess ISBN 978-1-4169-7590-8 (2013); deutsch beim Arena Verlag, ISBN 978-3-401-06476-5 (2013)

#### Die Dunklen Mächte (The Dark Artifices)
- Teil 1: Lady Midnight, ISBN 978-1-4424-6835-1 (2016)
- Teil 2: Lord of Shadows, ISBN 978-3-442-31425-6 (2017)
- Teil 3: Queen of Air and Darkness, ISBN 978-3-442-31 426-3 (2018)

#### Die Letzten Stunden (The Last Hours)
- Teil 1: Chain of Gold, ISBN 978-3-442-31454-6 (2020)
- Teil 2: Chain of Iron, ISBN 978-3-442-31455-3 (2021)
- Teil 3: Chain of Thorns, ISBN 978-3-442-31456-0 (2023)

#### Die Ältesten Flüche (The Eldest Curses)
- Teil 1: Die Roten Schriftrollen, ISBN 978-3-442-20602-5 (2020)
- Teil 2: Das verlorene Buch, ISBN 978-3-442-20625-4 (2021)

#### Die Chroniken des Magnus Bane (The Bane Chronicles)
Die Geschichte wurde in zehn Teile aufgeteilt. Seit dem 16. April 2013 erschien bis Juni 2014 jeden Monat jeweils ein Teil als E-Book. Das Autoren-Team besteht aus Cassandra Clare, Maureen Johnson und Sarah Rees Brennan. 2014 wurden alle Kapitel zu einem vollständigen Buch zusammengefasst.
- Teil 1: What Really Happened in Peru (16. April 2013), Cassandra Clare und Sarah Rees Brennan; deutsch Was geschah tatsächlich in Peru
- Teil 2: The Runaway Queen (21. Mai 2013), Cassandra Clare und Maureen Johnson; deutsch Die Flucht der Königin
- Teil 3: Vampires, Scones and Edmund Herondale (18. Juni 2013), Cassandra Clare und Sarah Rees Brennan; deutsch Vampire, Scones und Edmund Herondale
- Teil 4: The Midnight Heir (23. Juli 2013), Cassandra Clare und Sarah Rees Brennan; deutsch Tochter der Finsternis
- Teil 5: The Rise and Fall of the Hotel Dumort (20. August 2013), Cassandra Clare und Maureen Johnson; deutsch Der Aufstieg des Hotel Dumort
- Teil 6: Saving Raphael Santiago (17. September 2013), Cassandra Clare und Sarah Rees Brennan; deutsch Die Rettung Raphael Santiagos
- Teil 7: No Immortal Can Keep a Secret (15. Oktober 2013), Cassandra Clare und Maureen Johnson; deutsch Der Niedergang des Hotels Dumort
- Teil 8: What To Buy The Shadowhunter Who Has Everything (And Who You're Not Officially Dating Anyway) (23. Juni 2013), Cassandra Clare und Sarah Rees Brennan; deutsch Was schenkt man einem Schattenjäger, der schon alles hat?
- Teil 9: The Last Stand of the New York Institute (31. Dezember 2013), Cassandra Clare und Sarah Rees Brennan; deutsch Der letzte Kampf des New York Institutes
- Teil 10: The Curse of True Love (and First Dates) (23. Juni 2014), Cassandra Clare; deutsch Der Fluch wahrer Liebe (und erster Dates)

#### Legenden der Schattenjäger-Akademie (Tales from the Shadowhunter Academy)
Auch diese Geschichte wurde in 10 Teile aufgeteilt. Seit dem 22. April 2015 erschien bis November 2015 jeden Monat jeweils ein Teil als E-Book. Das Autoren-Team besteht aus Cassandra Clare, Maureen Johnson, Robin Wasserman und Sarah Rees Brennan.
- Teil 1: Welcome to Shadowhunter Academy (17. Februar 2015), Cassandra Clare und Maureen Johnson; deutsch Willkommen in der Schattenjäger-Akademie
- Teil 2: The Lost Herondale (17. März 2015), Cassandra Clare und Robin Wasserman; deutsch Der verschollene Herondale
- Teil 3: The Whitechapel Fiend (21. April 2015), Cassandra Clare und Maureen Johnson; deutsch Der Teufel von Whitechapel
- Teil 4: Nothing But Shadows (19. Mai 2015), Cassandra Clare und Sarah Rees Brennan; deutsch Nichts als Schatten
- Teil 5: The Evil We Love (16. Juni 2015), Cassandra Clare und Robin Wassermann; deutsch Das Böse, das wir lieben
- Teil 6: Pale Kings and Princes (21. Juli 2015), Cassandra Clare und Robin Wassermann; deutsch Könige, Fürsten, so bleich
- Teil 7: Bitter of Tongue (18. August 2015), Cassandra Clare und Sarah Rees Brennan; deutsch Bittere Wahrheit
- Teil 8: The Fiery Trial (22. September 2015), Cassandra Clare und Maureen Johnson; deutsch Die Feuerprobe
- Teil 9: Born to Endless Night (20. Oktober 2015), Cassandra Clare und Sarah Rees Brennan; deutsch Zu endloser Nacht geboren
- Teil 10: Angels Twice Descending (17. November 2015), Cassandra Clare und Robin Wassermann; deutsch Die Wiederkehr der Engel

Die Geheimnisse des Schattenmarkes
- Teil 1: Ein langer Schatten
- Teil 2: Alles Erlesene dieser Welt
- Teil 3: Verlust
- Teil 4: Eine tiefere Liebe
- Teil 5: Die Bösen
- Teil 6: Sohn der Dämmerung
- Teil 7: Mein verlorenes Land
- Teil 8: Durch Blut und Feuer
- Teil 9: Die verlorene Welt
- Teil 10: Gestürzt!

Der Schattenjäger Codex

### Magisterium-Reihe
Diese Buchreihe schreibt Clare zusammen mit ihrer guten Freundin Holly Black. Es wurden insgesamt fünf Bücher veröffentlicht.
- Teil 1: The Iron Trial (2014); deutsch Der Weg ins Labyrinth
- Teil 2: The Copper Gaunlet (2015); deutsch Der kupferne Handschuh
- Teil 3: The Bronze Key (2016); deutsch Der Schlüssel aus Bronze
- Teil 4: The Silver Mask (2017); deutsch Die silberne Maske
- Teil 5: The Golden Tower (2018); deutsch Der goldene Turm

### Die Chroniken von Castellan
- Teil 1: Sword Catcher, Penhaligon, München 2023, ISBN 978-3-7645-3286-4